# 아기 돼지 삼형제 (영화)
아기 돼지 삼형제(Three Little Pigs)는 미국에서 제작된 버트 길렛 감독의 1933년 애니메이션 영화이다. 핀토 콜비그 등이 주연으로 출연하였고 월트 디즈니 등이 제작에 참여하였다.
1933년 5월 25일 유나이티드 아티스츠에 의해 개봉되었으며 월트 디즈니가 제작하였다. 동명의 우화 아기 돼지 삼형제에 기반을 둔 실리 심포니는 1933년 아카데미 단편 애니메이션상을 수상했다. 이 단편의 제작비는 $22,000이며 수익은 $250,000이다.
아기 돼지 삼형제는 뉴욕시 라디오 시티 뮤직 홀에서 1933년 5월 25일 초연되었다.

## 출연

### 주연
- 핀토 콜비그

### 조연
- 월트 디즈니
- 빌리 블레처